# ماریو تراکسل
ماریو تراکسل (آلمانی: Mario Traxl؛ زادهٔ ۳۰ مهٔ ۱۹۶۴) دوچرخه‌سوار اهل اتریش است.